# 7 de mayo
El 7 de mayo es el 127.º (centésimo vigesimoséptimo) día del año en el calendario gregoriano y el 128.º en los años bisiestos. Quedan 238 días para finalizar el año. 

## Acontecimientos
- 351: el César Constancio Galo elige la nueva capital del Imperio bizantino, Antioquía.
- 558: en Constantinopla colapsa la cúpula de la basílica de Santa Sofía. Justiniano I inmediatamente ordena que sea reconstruido.
- 1274: en Francia comienza el Concilio de Lyon II.
- 1298: en Cataluña se coloca la primera piedra de la catedral de Barcelona.
- 1348: en Praga se funda la Universidad Carolina.
- 1355: en la región de Castilla (España), una turba de católicos liderados por Enrique II de Castilla ingresan en la judería de Toledo y matan a 1200 hombres, mujeres y niños judíos, y saquean sus bienes.[1]
- 1429: Juana de Arco es herida durante la campaña que llevaría a la liberación de Orleans.
- 1664: en Francia, Luis XIV inaugura el Palacio de Versalles.
- 1704: en Portugal, el rey Pedro II reconoce al archiduque Carlos de Habsburgo como sucesor legítimo de la Corona española con el título de Carlos III.
- 1714: los catalanes rechazan el asalto de las tropas reales a Barcelona durante la guerra de Sucesión española.
- 1762: en Italia se inaugura el Acueducto Carolino, proyectado por Luigi Vanvitelli por encargo del rey Carlos III.
- 1810: en España, durante la guerra de la Independencia tiene lugar la batalla de Galera (Granada).
- 1813: en las Provincias Unidas del Río de la Plata, la Asamblea del Año XIII sanciona la primera Ley de Fomento Minero.
- 1817: el emperador Kōkaku abdica en favor de su hijo, el emperador Ninkō.
- 1824: en Viena, Beethoven estrena la Novena Sinfonía.
- 1825: en Perú, el general Simón Bolívar pasa por Chinchín en su recorrido triunfal.
- 1881: en la ciudad de La Plata (capital de la provincia de Buenos Aires), Dardo Rocha (fundador de la ciudad) ordena mediante decreto la construcción del Observatorio Astronómico de La Plata.
- 1891: en Madrid se coloca la primera piedra del edificio de la Real Academia Española.
- 1893: en Madrid, la reina María Cristina inaugura el Palacio de la Bolsa.
- 1895: Aleksandr Stepánovich Popov presentó el primer receptor de radio ante la Sociedad Rusa de Física y Química, cuando transmitió señales entre un barco y tierra firme a cinco kilómetros de distancia.
- 1902: en San Vicente (mar Caribe) erupciona el volcán La Soufrière, devastando la porción norte de la isla. Mueren unas 2000 personas.
- 1907: en la provincia de Santa Fe (Argentina), a 60 km al oeste de Rosario se funda la comuna de Fuentes.
- 1907: en la calle Esmeralda 443 (en Buenos Aires) se funda el Teatro Scala, luego bautizado Teatro Esmeralda y finalmente Maipo.
- 1909: el papa Pío X crea el Pontificio Instituto Bíblico.
- 1910: en Brasil, Júlio Afrânio Peixoto es elegido para ocupar la silla número 7 de la Academia Brasileña de Letras.
- 1915: el submarino U-20 de la Marina Imperial Alemana hunde en el mar de Irlanda al transatlántico RMS Lusitania, en el que mueren 1198 personas.
- 1916: en Buenos Aires se inaugura el Viejo Gasómetro.
- 1920: el Ejército polaco en alianza con las fuerzas de la República Nacional Ucraniana captura Kiev.
- 1921: en el Mandato Británico de Oriente Medio  terminan los denominados Disturbios de Jaffa.
- 1924: en México, Víctor Raúl Haya de la Torre funda el Apra.
- 1926: en el marco de la guerra de Marruecos, comienza la ofensiva franco-española contra el cabecilla rebelde Abd el-Krim, tras el fracaso de la Conferencia de Uchda.
- 1929: en China, Chiang Kai-shek se convierte en presidente del Consejo Central Supremo.
- 1937: la Legión Cóndor nazi, equipada con biplanos Heinkel He 51, arriba a España para ayudar a las fuerzas de Francisco Franco.
- 1937: durante el transcurso de la guerra civil española, el general Emilio Mola, muere en un accidente de aviación en Alcocero de Mola (Burgos).

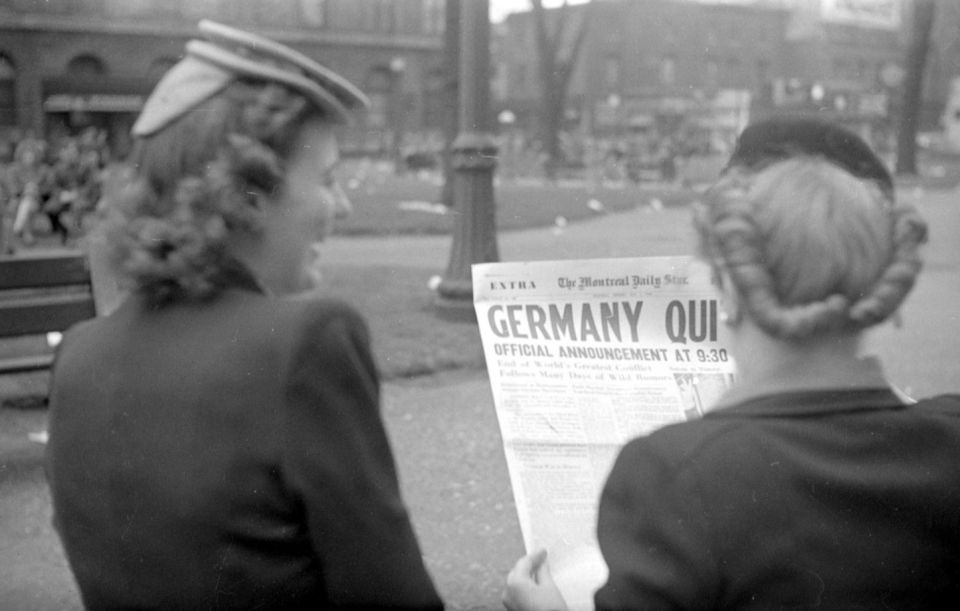
Montreal Daily Star: "German Quit", 7 de mayo de 1945

- 1943: tropas aliadas ocupan Túnez y Bizerta.
- 1945: las tropas del Eje capitulan incondicionalmente en Reims.
- 1945: la 2.ª División Panzer se rinde ante tropas del Ejército de los Estados Unidos en Fulda.
- 1945: en Alemania, el general estadounidense Dwight D. Eisenhower ordena disolver la Gestapo.
- 1946: en Japón se funda la compañía Sony, con 20 empleados.
- 1948: en La Haya (Países Bajos), durante el denominado Congreso de Europa, se funda el Consejo de Europa.
- 1951: el Comité Olímpico Internacional permite a Rusia competir en los Juegos Olímpicos de Invierno de 1952 en Oslo.

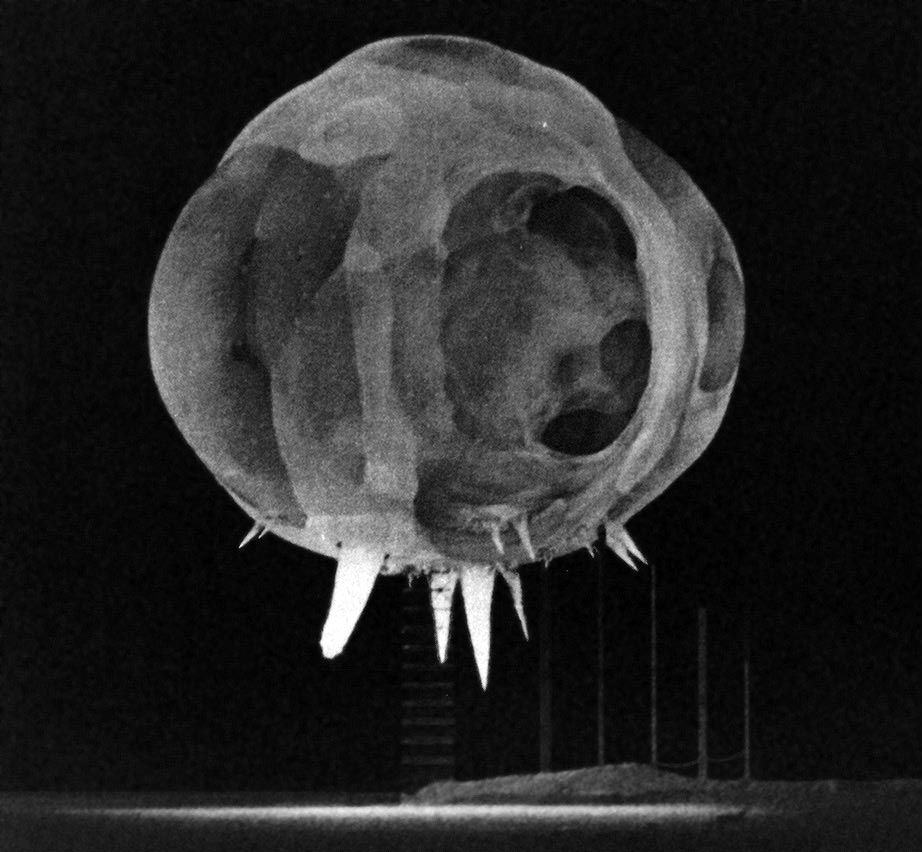
Fotografía tomada pocos milisegundos después de la detonación de una de las bombas atómicas de la operación Tumbler-Snapper (1952). La torre de la detonación se puede ver débilmente en el «rayo» central inferior.

- 1952: en el área 1 del sitio de pruebas nucleares de Nevada, Estados Unidos detona desde una torre la bomba atómica Easy, de 12 kilotones). Es la bomba n.º 29 de las 1132 que Estados Unidos detonó entre 1945 y 1992. Unos 7350 soldados que participan del ejercicio militar Desert Rock IV harán entrenamiento durante la explosión y quedarán expuestos de manera no voluntaria a la radiación.
- 1954: 437 km al oeste de la ciudad indochina de Hanoi (en la actual Vietnam) ―en el marco de la guerra de Vietnam (1955‑1975)―, las tropas invasoras francesas se rinden ante los patriotas vietnamitas en la batalla de Dien Bien Phu, tras 55 días de combates (desde el 13 de marzo). Finaliza para siempre la dominación francesa.
- 1954: en la villa bonaerense de Rauch, 279 km al sur de Buenos Aires (Argentina), se funda la Liga Rauchense de Fútbol.
- 1960: en la Unión Soviética, Leonid Brézhnev es designado presidente del Sóviet Supremo.
- 1962: en un pozo artificial, a 258 metros bajo tierra, en el área U3ax del Sitio de pruebas atómicas de Nevada (a unos 100 km al noroeste de la ciudad de Las Vegas), a las 11:33 (hora local) Estados Unidos detona su bomba atómica Paca, de 8 kilotón. Es la bomba n.º 234 de las 1132 que Estados Unidos detonó entre 1945 y 1992.
- 1963: Estados Unidos pone en órbita el satélite de comunicaciones Telstar.
- 1973: el periódico The Washington Post gana el Premio Pulitzer por su investigación en el caso Watergate.
- 1986: el futbolista Helmut Duckadam se convirtió en la figura del Steaua de Bucarest en la final de la Copa de Europa, donde logró parar cuatro penales al FC Barcelona, que le dieron la Copa europea al Steaua de Bucarest.
- 1988: el papa católico Juan Pablo II inicia viaje a América Latina, en el que visita Uruguay, Bolivia, Perú y Paraguay.
- 1991: tropas soviéticas invaden Armenia.
- 1993: en España, el arquitecto Francisco Javier Sáenz de Oiza, obtiene el Premio Príncipe de Asturias de las Artes.
- 1995: en Francia, Jacques Chirac es elegido presidente de la V República Francesa.
- 1997: se introduce en el mercado el Intel Pentium II (microprocesador con arquitectura x86).
- 1998: en Wichita, Kansas nace el youtuber y empresario Jimmy Donaldson más conocido como MrBeast.
- 1999: Durante los bombardeos de la OTAN sobre Yugoslavia, cinco bombas caen en la embajada china de Belgrado, asesinando a tres periodistas de esa nacionalidad. Los días siguientes se convocan manifestaciones frente a las embajadas de los países occidentales en Pekín.
- 2000: de la Ciudad de Buenos Aires se realiza la elección para jefe de Gobierno en la que es elegido Aníbal Ibarra.
- 2002: Estados Unidos comunica a la Organización de las Naciones Unidas (ONU), su retirada definitiva del tratado fundacional de la Corte Penal Internacional.
- 2003: en La Plata (Argentina) la Cámara Federal resuelve que los delitos conexos con los crímenes de lesa humanidad también son imprescriptibles.
- 2004: en Chile se promulga la nueva ley de matrimonio civil que permitió el divorcio.
- 2006: en Londres derrumban el Arsenal Stadium.
- 2006: en China, un equipo de investigación chino descubre cuatro fósiles de una nueva especie de peces que data de hace 400 millones de años.
- 2007: en la ciudad de Montevideo, se instala el Parlamento del Mercosur, con representantes de los cinco países miembros del Mercosur.
- 2008: en Argentina se reinicia el paro patronal agropecuario.
- 2011: en Ecuador se efectúa el Referéndum constitucional y consulta popular, propuesto por el presidente Rafael Correa.
- 2021: Resident Evil Village sale a la luz.
- 2023: En Chile se realizó las Elecciones de consejeros constitucionales.
- 2025: Comienza el cónclave para elegir al 267.° Papa de la Iglesia católica.

## Nacimientos
- 1530: Luis I de Borbón-Condé, líder y general hugonote (f. 1569).
- 1586: Francisco IV Gonzaga de Mantua, aristócrata italiano (f. 1612).
- 1671: Pietro Giannone, jurista e historiador italiano (f. 1748).
- 1688: Giulio Pontedera, botánico italiano (f. 1757).
- 1700: Gerard van Swieten, médico austriaco de origen neerlandés (f. 1772).
- 1704: Carl Heinrich Graun, compositor alemán (f. 1759).
- 1711: David Hume, filósofo británico (f. 1776).
- 1748: Olympe de Gouges, escritora y feminista francesa (f. 1793).
- 1749: Ernest Dominique François Joseph Duquesnoy, revolucionario francés (f. 1795).
- 1754: Joseph Joubert, escritor francés (f. 1824).
- 1763: Józef Antoni Poniatowski, aristócrata y general polaco (f. 1813).
- 1767: Federica Carlota, princesa prusiana (f. 1820).
- 1776: Dániel Berzsenyi, poeta húngaro (f. 1836).
- 1778: Miguel de la Bárcena, juez y gobernador argentino (f. 1853).
- 1780: Ignacio Aldama, militar mexicano (f. 1811).
- 1786: Santiago Bueras, militar chileno (f. 1818).
- 1812: Robert Browning, poeta británico (f. 1889).
- 1819: Otto Wilhelm von Struve, astrónomo ruso de origen alemán (f. 1905).
- 1828: Effie Gray, modelo británica (f. 1897).
- 1832: Carl Gottfried Neumann, matemático alemán (f. 1925).
- 1833: Johannes Brahms, compositor y pianista alemán del romanticismo (f. 1897).
- 1836: Joseph Gurney Cannon, político estadounidense (f. 1926).
- 1836: Dalmiro Costa, compositor uruguayo (f. 1901).
- 1837: Karl Mauch, explorador alemán (f. 1875).
- 1840: Piotr Ilich Chaikovski, compositor ruso (f. 1893).
- 1840: Joaquín Baranda, político mexicano (f. 1909).
- 1841: Gustave Le Bon, psicólogo francés (f. 1931).
- 1842: Alberto Aguilera, político y jurisconsulto español (f. 1913).
- 1847: Archibald Primrose, primer ministro británico (f. 1929).
- 1850: Anton Seidl, director de orquesta húngaro (f. 1898).
- 1851: Carlos Doncel, político argentino (f. 1910).
- 1857: José Alonso y Trelles, escritor uruguayo (f. 1924).
- 1861: Rabindranath Tagore, poeta bengalí, premio Nobel de Literatura en 1913 (f. 1941).
- 1865: A. E. W. Mason, escritor británico (f. 1948).
- 1867: Władysław Reymont, novelista polaco, premio Nobel de Literatura en 1924 (f. 1925).
- 1876: Paul Rivet, etnólogo francés (f. 1958).
- 1879: Máximo Serdán, activista revolucionario mexicano (f. 1910).
- 1883: Evaristo Carriego, escritor argentino (f. 1912).
- 1885: George Gabby Hayes, actor estadounidense (f. 1969).
- 1888: Hermann Fränkel, filólogo clásico alemán (f. 1977).
- 1891: Francisco Vales Villamarín, historiador y profesor español (f. 1982).
- 1892: Mariscal Tito (Josip Broz), militar yugoslavo, presidente entre 1953 y 1980 (f. 1980).
- 1892: Archibald MacLeish, escritor y educador estadounidense (f. 1982).
- 1894: Rafael Argelés, pintor español (f. 1979).
- 1901: Gary Cooper, actor estadounidense (f. 1961).
- 1901: Marcel Poot, músico belga (f. 1988).
- 1902: Jean-Philippe Lauer, egiptólogo y arquitecto francés (f. 2001).
- 1905: Bumble Bee Slim, músico estadounidense de blues (f. 1968).
- 1907: Arturo de Córdova, actor mexicano (f. 1973).
- 1909: Edwin Herbert Land, inventor y físico estadounidense (f. 1991).
- 1911: Ishiro Honda, cineasta japonés (f. 1993).
- 1912: Ángel María de Lera, escritor español (f. 1984).
- 1917: David Tomlinson, actor británico (f. 2000).
- 1918: Argeliers León, compositor, musicólogo y etnólogo cubano (f. 1991).
- 1919: Joe Mitty, empresario británico (f. 2007).
- 1919: Evita Perón, actriz y política argentina, esposa del presidente Juan Domingo Perón (f. 1952).
- 1919: Juan Antonio Usparitza Lecumberri, médico vasco y fundador de la Asociación de Ayuda en Carretera DYA (f. 2012).
- 1921: Simón Bonifacio Rodríguez y Rodríguez, magistrado español (f. 2012).
- 1922: Juan Madera (compositor) fue un compositor y clarinetista colombiano (f. 2024).
- 1922: Tony Leblanc, actor español (f. 2012).
- 1922: Darren McGavin, actor estadounidense (f. 2006).
- 1923: Anne Baxter, actriz estadounidense (f. 1985).
- 1924: Leo Sharp, veterano de guerra y horticultor estadounidense, reconocido por haber servido como traficante de drogas para el cártel de Sinaloa a una avanzada edad (f. 2016).
- 1927: Elisabeth Söderström, soprano sueca (f. 2009).
- 1927: Ruth Prawer Jhabvala, escritora alemana expatriada en Estados Unidos (f. 2013).
- 1929: Osvaldo Dragún, dramaturgo argentino (f. 1999).
- 1931: Teresa Brewer, cantante estadounidense (f. 2007).
- 1931: Ricardo Legorreta Vilchis, arquitecto mexicano (f. 2011).
- 1931: Ingvar Wixell, barítono sueco (f. 2011).
- 1931: Gene Wolfe, escritor estadounidense (f. 2019).
- 1932: Pete Domenici, político estadounidense (f. 2017).
- 1933: Johnny Unitas, jugador de fútbol americano estadounidense (f. 2002).
- 1937: Domitila Barrios Cuenca Chungara, activista obrera y feminista boliviana (f. 2012).
- 1939: José Antonio Abreu, músico, economista, político y educador venezolano (f. 2018).
- 1939: Sidney Altman, bioquímico canadiense, premio nobel de química en 1989.
- 1939: Ruggero Deodato, cineasta, actor y guionista italiano (f. 2022).
- 1939: Ruud Lubbers, político neerlandés (f. 2018).
- 1940: Alcira Argumedo, docente y política argentina (f. 2021).
- 1940: Angela Carter, periodista y novelista británica (f. 1992).
- 1944: Paul Desfarges, obispo argentino.
- 1944: Rafael de Diego, futbolista español (f. 1982).
- 1944: Eva Norvind, actriz noruega (f. 2006).
- 1946: Thelma Houston, cantante estadounidense.
- 1947: Guillermo Carnero, poeta y ensayista, economista y filólogo español.
- 1948: Lluís Llach, cantautor español.
- 1949: Jaime Suárez Quemain, periodista y poeta anarquista salvadoreño (f. 1980).
- 1951: Bernat Soria, científico y político español.
- 1952: Josep-Lluís Carod-Rovira, político español.
- 1954: Amy Heckerling, directora estadounidense.
- 1956: Jan Peter Balkenende, político y primer ministro neerlandés.
- 1957: Dave Taylor, luchador estadounidense.
- 1960: Kim Manning, actriz española de origen estadounidense.
- 1960: Almudena Grandes, escritora española (f. 2021).
- 1961: Phil Campbell, guitarrista británico, de la banda Motörhead.
- 1961: David Choquehuanca, político y dirigente sindical boliviano.
- 1962: Ari Telch, actor mexicano.
- 1963: Sergio Battistini, exfutbolista italiano.
- 1963: Johnny Lee Middleton, bajista estadounidense, de las bandas Savatage y Trans-Siberian Orchestra.
- 1964: Denis Mandarino, compositor brasileño, artista, escritor y geómetra.
- 1965: Owen Hart, luchador profesional canadiense (f. 1999).
- 1968: Traci Lords, actriz estadounidense.
- 1969: José Manuel Moreno Periñán, ciclista español.
- 1969: Naasón Joaquín García, estafador y millonario mexicano, líder de la secta La Luz del Mundo.
- 1970: Gregorio Pernía, actor de televisión colombiano.
- 1970: Jenny Saville, pintora británica.
- 1971: Eagle-Eye Cherry, cantante y músico sueco.
- 1971: Horgh (Reidar Horghagen), baterista noruego, de las bandas Immortal e Hypocrisy.
- 1971: Thomas Piketty, economista francés.
- 1971: Ivan Sergei, actor estadounidense.
- 1972: Peter Dubovský, futbolista eslovaco (f. 2000).
- 1972: Asghar Farhadi, cineasta iraní
- 1973: Paolo Savoldelli, ciclista italiano.
- 1974: Breckin Meyer, actor estadounidense.
- 1975: Fernando Lima, cantante argentino.
- 1976: Thomas Biagi, piloto de automovilismo italiano.
- 1976: Matteo Gianello, futbolista italiano.
- 1978: Stian Arnesen, cantante y músico noruego.
- 1978: Shawn Marion, jugador de baloncesto estadounidense.
- 1979: Mohand al-Shehri, terrorista saudí que participó en el 11S (f. 2001).
- 1982: Iban Garate, actor español.
- 1982: Chumel Torres, presentador, comediante y youtuber mexicano.
- 1983: Makano, cantante y compositor panameño de reguetón.
- 1983: Milo Moiré, artista de performance suiza.
- 1983: Julio dos Santos, futbolista paraguayo.
- 1984: Marc Burch, futbolista estadounidense.
- 1984: Ramón Verdú Montes, futbolista español.
- 1984: Kevin Owens, luchador canadiense.
- 1985: J Balvin, cantautor colombiano.
- 1985: Andrés Montoya, periodista colombiano.
- 1986: Matt Helders, baterista británico, de la banda Arctic Monkeys.
- 1987: Pierre Ducasse, futbolista francés.
- 1987: Serge Gakpé, futbolista francés.
- 1987: Yaroslav Koroliov, baloncestista ruso.
- 1987: Jérémy Ménez, futbolista francés.
- 1988: Brandon Jones, actor, productor y músico estadounidense.
- 1991: Daniel Juncadella, piloto español de automovilismo.
- 1993: Tyler Johnson, baloncestista estadounidense.
- 1997: Daria Kasatkina, tenista rusa.
- 1997: Oleksandr Pikhalyonok, futbolista ucraniano.
- 1997: Youri Tielemans, futbolista belga.
- 1998: Dani Olmo, futbolista español.
- 1998: Alessio Proietti Colonna, nadador italiano.
- 1998: Yang Jae-hoon, nadador surcoreano.
- 1999: Zorhan Bassong, futbolista canadiense.
- 1999: Cody Gakpo, futbolista neerlandés.
- 1999: Masaki Satō, idol japonesa, de la banda Morning Musume.
- 1999: Elisa Silva, cantante portuguesa.
- 2000: Eden Alene, cantante israelí.
- 2000: Frederi Feliz, futbolista dominicana.
- 2000: Andrés Gómez, futbolista costarricense.
- 2000: Aymane Mourid, futbolista marroquí.
- 2000: Lisa Maria Spark, biatleta alemana.
- 2002: Elene Lete, futbolista española.
- 2003: Kevin Paredes, futbolista estadounidense.
- 2003: Carlos Tatay, piloto de motociclismo español.
- 2004: Minji, integrante del grupo de k-pop NewJeans
- 2005: Temülen Uuganbat, futbolista mongol.

## Fallecimientos
- 833: Ibn Hisham, historiador musulmán egipcio.
- 973: Otón I, rey franco oriental entre 936 y 973 y emperador romano germánico entre 962 y 973 (n. 912).
- 1092: Remigius de Fécamp, monje y obispo inglés.
- 1205: Ladislao III, rey húngaro (n. 1199).
- 1523: Franz von Sickingen, aristócrata y militar romano germánico (n. 1481).
- 1617: David Fabricius, astrónomo romano germánico (n. 1564).
- 1667: Johann Jakob Froberger, compositor romano germánico (n. 1616).
- 1718: María de Módena, reina consorte inglesa, escocesa e irlandesa (n. 1658).
- 1765: Hipólito Rovira, pintor y grabador español (n. 1695).
- 1793: Pietro Nardini, violinista y compositor italiano (n. 1722).
- 1800: Niccolò Piccinni, compositor italiano (n. 1728).
- 1825: Antonio Salieri, compositor italiano (n. 1750).
- 1839: José María Heredia, poeta cubano (n. 1803).
- 1840: Caspar David Friedrich, pintor alemán (n. 1774).
- 1889: Francisco Fernández Iparraguirre, farmacéutico, botánico y lingüista español (n. 1852).
- 1896: H. H. Holmes (Herman Webster Mudgett), asesino en serie estadounidense (n. 1861).
- 1902: Agustín Roscelli, presbítero católico italiano y fundador de la Congregación de las Hermanas de la Inmaculada (n. 1818).
- 1904: Manuel Candamo Iriarte, político peruano (n. 1841).
- 1908: Ludovic Halevý, dramaturgo francés (n. 1834).
- 1917: Albert Ball, piloto de caza inglés (n. 1896).
- 1922: Manuel Granero, torero español (n. 1902).
- 1926: Serafín Peña, profesor y educador mexicano (n. 1844).
- 1928: Gertrudis Echeñique y Mujica, mujer chilena, esposa del presidente Federico Errázuriz (n. 1853).
- 1928: Alexander Spendiaryan, director de orquesta y compositor armenio (n. 1871).
- 1932: Paul Doumer, político francés (n. 1857).
- 1941: James George Frazer, antropólogo británico (n. 1854).
- 1950: Víctor Manuel Román y Reyes, político y presidente nicaragüense entre 1947 y 1950 (n. 1872).
- 1951: Warner Baxter, actor estadounidense (n. 1889).
- 1952: Juan Bautista Pérez, presidente venezolano (n. 1869).
- 1956: Josef Hoffmann, arquitecto austriaco (n. 1870).
- 1968: Mike Spence, piloto británico de automovilismo (n. 1936).
- 1972: Franco Serantini, anarquista italiano (n. 1951).
- 1974: Genaro Guzmán Mayer, escritor, dramaturgo y poeta mexicano (n. 1909).[2]
- 1978: Augusto Codecá, actor argentino (n. 1906).
- 1979: Serguéi Pankéyev, aristócrata ruso (n. 1886).
- 1982: Claudio Barrientos, boxeador chileno (n. 1936).
- 1989: Darío Echandía, Jurista, filósofo y político colombiano (n. 1897).
- 1992: Simón Cabido, actor español (n. 1931).
- 1992: Tomás Alvira, pedagogo y edafólogo español (n. 1906).
- 1995: María Luisa Bemberg, cineasta argentina (n. 1922).
- 1996: Albert Meltzer, anarcocomunista británico (n. 1920).
- 1998: Allan McLeod Cormack, científico sudafricano, premio Nobel de Medicina en 1979 (n. 1924).
- 2000: Douglas Fairbanks Jr., actor estadounidense (n. 1909).
- 2001: Margaretha Krook, actriz sueca (n. 1925).
- 2002: Kevyn Aucoin, maquillador y fotógrafo estadounidense (n. 1962).
- 2002: Xavier Montsalvatge, compositor español (n. 1912).
- 2005: Tristan Egolf, novelista, músico y activista político estadounidense (n. 1971).
- 2005: Otilino Tenorio, futbolista ecuatoriano (n. 1980).
- 2007: Diego Corrales, boxeador estadounidense (n. 1977).
- 2007: Emma Lehmer, matemática estadounidense, de origen ruso (n. 1906)
- 2008: Santiago González Escudero, filósofo y profesor español (n. 1945).
- 2008: José Fernando Castro Caycedo, diputado y político colombiano (n. 1951).
- 2008: Mercè Sala, economista y política española (n. 1943).
- 2011: Johnny Albino, cantante puertorriqueño (n. 1919).
- 2011: Severiano Ballesteros, golfista español (n. 1957).
- 2011: Willard Boyle, físico estadounidense, premio nobel de física en 2009 (n. 1924).
- 2011: Carlos Trillo, historietista argentino (n. 1943).
- 2012: José Luis Villar Palasí, intelectual y político español (n. 1922).
- 2013: Ray Harryhausen, técnico en efectos especiales y productor cinematográfico estadounidense (n. 1920).
- 2013: Romanthony, cantante, DJ y productor estadounidense (n. 1967).
- 2014: Raúl Baca Carbo, ingeniero y político ecuatoriano (n. 1931).
- 2015: Aitor Mazo, actor español (n. 1961).
- 2016: Rita La Salvaje, bailarina argentina (n. 1927).
- 2016: Bernardo Ribeiro, futbolista brasileño (n. 1989).
- 2016: Fernando Álvarez de Miranda, político y profesor universitario español (n. 1924).
- 2016: Pep Subirós, narrador ensayista y filósofo español (n. 1947).
- 2017: Gholam Reza Pahlaví, príncipe persa (n. 1923).
- 2018: César Paredes Canto, catedrático y político peruano (n. 1946).
- 2018: Jesús Kumate Rodríguez, médico y político mexicano (n. 1924).
- 2019: Jean Vanier, filósofo, oficial de marina y teólogo canadiense (n. 1928).
- 2019: Rafael Coronel, pintor mexicano  (n. 1931).
- 2021: Yegor Ligachov, político ruso (n. 1920).
- 2021: Martín Pando, futbolista y entrenador argentino (n. 1934).
- 2021: Tawny Kitaen, actriz, comediante y modelo estadounidense (n. 1961).
- 2023: Patricio Bañados, periodista, locutor de radio y presentador chileno (n. 1935).
- 2023: Grace Bumbry, cantante de ópera estadounidense (n. 1937).
- 2024: Antonio Fernández Alba, arquitecto español (n. 1927).

## Celebraciones
- Día Mundial de los Huérfanos del SIDA.
Efeméride dirigida a promover la defensa de millones de niños que han quedado huérfanos a causa del SIDA, en todo el mundo. La creación de esta fecha en el año 2002 ha sido por iniciativa de Albina du Boisrouvray, fundadora de FXB International, una organización dedicada a apoyar a los huérfanos y niños vulnerables.

Compartidas
- Bulgaria y  Rusia: 
  - Día de la Radio.
Se conmemora la creación de la radio en Rusia en 1895 por Aleksandr Stepánovich Popov.[3]

 Por países
(Por orden alfabético)
- Argentina: 
  - Día de la Minería Argentina.[4]
  - Día del Trabajador Gráfico.[4]
Un oficio que hasta hace medio siglo festejaba esta efeméride el 7 de junio, junto con el Día del Periodista. Pero los festejos de los trabajadores de prensa tenían tanta repercusión que opacaban a los que operaban en las imprentas. Por eso, a principios de la década de 1970, se optó por trasladar la fecha al 7 de mayo, en coincidencia con la fecha de nacimiento de Eva Duarte de Perón.
  - Día Nacional del Taxista.[5]
En conmemoración a la fecha de 1919 en la que nació María Eva Duarte, fundadora del Sindicato de Taxistas Argentinos en 1950, durante el primer mandato de su marido, el general Juan Domingo Perón.
  - Día de los Peones de Taxis.[4]
Otra oficio que decidió hacer coincidir su día con el del natalicio de la "Abanderada de los humildes" (Eva Perón) es el de los peones de taxi, que por ello también está hoy de festejo.[5]
    -  Misiones: 
      - Día Provincial de la Selva Misionera.[4]
El 7 de mayo de 2019, la Selva Misionera era declarada "Maravilla Natural" por la Fundación New 7 Wonders, junto a las Salinas Grandes (Jujuy y Salta), el Glaciar Perito Moreno (Santa Cruz), el Parque Nacional Talampaya (La Rioja), el río Mina Clavero (Córdoba), el Parque nacional Nahuel Huapi (Neuquén y Río Negro) y el Bañado La Estrella (Formosa). Para conmemorar dicha distinción, se declaró el 7 de mayo de cada año como Día Provincial de la Selva Misionera.
      - Día del Deporte Misionero.[4]
En septiembre de 2022, la Legislatura Provincial instauró al 7 de mayo de cada año como Día del Deporte Misionero, en homenaje a uno de los grandes ídolos locales: Ernesto "Finito" Gehrmann. El proyecto fue presentado por la diputada Adriana Bezus, en conmemoración al día que el histórico basquetbolista nació en Oberá el 7 de mayo de 1945.
      - Día del Ama de Casa.
(Ley Provincial VI Nº57).
      - Aniversario de Jardín América.[4]
Fundación: 7 de mayo de 1946 (79 años).

- Costa Rica: 
  - Día Nacional del Calipso Costarricense.
Cada 7 de mayo, en todo el territorio nacional, se festeja en esta fecha el Calipso, auténtica expresión musical de la comunidad limonense y parte esencial de su identidad cultural, declarado como «patrimonio cultural inmaterial costarricense» por medio de la Ley Nº 9612, desde 2018.

- Estados Unidos: 
  - Día Nacional de la Enfermera Escolar.[6]
(en inglés: National School Nurse Day).

- Kazajistán: 
  - Día del Defensor de la Patria.
Es una fiesta nacional que se celebra anualmente el 7 de mayo y conmemora la fundación de las Fuerzas Armadas de Kazajistán. Se celebra con desfiles militares, fuegos artificiales y ceremonias en todo el país. La festividad se percibe socialmente como un «día de los hombres» y se considera el equivalente kazajo del Día Internacional de la Mujer.
(en kazajo: Отан Қорғаушы күні, Otan Qorğauşy künı).
(en inglés: Defender of the Fatherland Day).

- Panamá:
  - Día del Caricaturista.
Se celebra el 7 de mayo en memoria del natalicio de Eudoro "Lolo" Silvera, considerado el «padre de la caricatura panameña». La fecha fue instaurada a través de la Ley 32 de 2017.

- Venezuela: 
  - Día del Ingeniero Agrónomo.
Esta fecha conmemora la fundación de la Sociedad Venezolana de Ingenieros Agrónomos y Afines (SVIAA) en 1944.

- Vietnam: 
  - Día de la Victoria en la Batalla de Dien Bien Phu.
Victoria de las Fuerzas Armadas del Pueblo contra Francia en la batalla de Dien Bien Phu (1954).
(en vietnamita: Ngày Chiến thắng Điện Biện Phủ).
(en inglés: Dien Bien Phu Victory Day).

### Santoral católico

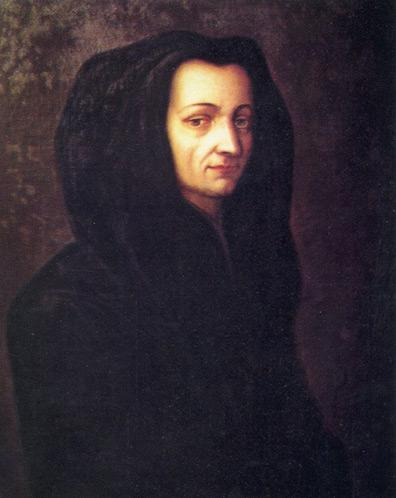
Santa Rosa Venerini, estampa devocional con la santa.

- Santa Domitila de Roma, mártir (s. I).[7]
- San Benedicto II, papa.[7]
- San Flavio de Nicomedia, mártir (s. III).[7]
- San Cenérico de Cenomano, diácono y monje (s. VII).[7]
- San Juan de Beverley, obispo (f. 721).[7]
- San Antonio de Kiev, ermitaño (f. 1073).[7]
- Santa Rosa Venerini, virgen (f. 1728).(imagen ilustrativa).
- San Agustín Roscelli, presbítero (f. 1902).[7]

- Beata Gisela de Niedernburg, abadesa (f. 1060).[7]
- Beato Alberto de Bérgamo, labrador (f. 1279).[7]
- Beato Antonio Bajewski, presbítero y mártir (f. 1941).

 Por países
(Por orden alfabético)
- España: 
  - Cocentaina (Comunidad Valenciana): 
    - Celebración ―desde el año 1600― de la proclamación de san Hipólito de Roma (mártir).